# Louisa Baïleche
Louisa Baïleche (Ivry-sur-Seine, 4 gennaio 1977) è una cantante francese.
Ha rappresentato la Francia all'Eurovision Song Contest 2003 con il brano Monts et merveilles.

## Biografia
Nata nei pressi della capitale francese da madre italiana e da padre berbero algerino, Louisa Baïleche è salita alla ribalta all'inizio del 2003, quando l'emittente televisiva France 3 l'ha selezionata internamente come rappresentante francese per l'Eurovision Song Contest 2003. Al contest, che si è tenuto il 24 maggio a Riga, ha cantato il suo inedito Monts et merveilles e si è classificata al 18º posto su 26 partecipanti con 19 punti totalizzati. Nel 2015 ha pubblicato l'album Terra mia contenente canzoni in lingua italiana scritte da lei stessa.

## Discografia

### Album in studio
- 2015 – Terra mia

### Singoli
- 2003 – Monts et merveilles